# 1825 في الولايات المتحدة
فيما يلي قوائم الأحداث التي وقعت خلال عام 1825 في الولايات المتحدة.

## سياسة

### تعيين في المنصب
- 1 يناير – ديويت كلينتون حاكم نيويورك [الإنجليزية]‏.
- 4 مارس – جون كوينسي آدامز رئيس الولايات المتحدة.
- 4 مارس – جيمس بوك عضو مجلس النواب الأمريكي.
- 4 مارس – لويزا آدامز السيدة الأولى للولايات المتحدة.
- 4 مارس – هنري كلاي وزير الخارجية الأمريكي.
- 4 مارس – ويليام هنري هاريسون عضو مجلس الشيوخ الأمريكي.
- 7 مارس – ريتشارد راش وزير الخزانة الأمريكي.
- 26 مايو – ليفي لينكولن، الابن حاكم ماساتشوستس [الإنجليزية]‏.
- 25 نوفمبر – جون ميرفي حاكم ألاباما [الإنجليزية]‏.
- 10 ديسمبر – جون تايلر حاكم فرجينيا [الإنجليزية]‏.

### انتهاء فترة المنصب
- 3 فبراير – وليام ت باري Secretary of State of Kentucky [الإنجليزية]‏.
- 6 فبراير – ويليام يوستيس حاكم ماساتشوستس [الإنجليزية]‏.
- 12 فبراير – وليام هندريكس حاكم إنديانا [الإنجليزية]‏.
- 4 مارس – إليزابيث مونرو السيدة الأولى للولايات المتحدة.
- 4 مارس – جون كالهون وزير حرب الولايات المتحدة.
- 4 مارس – جون كوينسي آدامز وزير الخارجية الأمريكي.
- 4 مارس – جيمس مونرو رئيس الولايات المتحدة.
- 4 مارس – روفوس كينغ عضو مجلس الشيوخ الأمريكي.
- 4 مارس – هنري كلاي عضو مجلس النواب الأمريكي، الناطق باسم مجلس النواب الأمريكي.
- 6 مارس – ويليام ه كراوفورد وزير الخزانة الأمريكي.
- 7 مارس – جيمس باربر عضو مجلس الشيوخ الأمريكي.
- 25 سبتمبر – ديفيد هولمز عضو مجلس الشيوخ الأمريكي.
- 14 أكتوبر – أندرو جاكسون عضو مجلس الشيوخ الأمريكي.
- 25 نوفمبر – إسرائيل بيكنز حاكم ألاباما [الإنجليزية]‏.

## كتب
من الكتب التي صدرت هذه السنة في الولايات المتحدة:
- 1 يناير – ليونيل لينكون من تأليف جيمس فينيمور كوبر.

## مواليد

### يناير
- 16 يناير – جورج بيكيت عسكري من الولايات المتحدة الأمريكية.[1]
- 29 يناير – هنري غود بلاسدل سياسي أمريكي.[2]

### فبراير
- 1 فبراير – فرانسيس جيمس تشايلد[3]

### مايو
- 1 مايو – جورج إنس رسام من الولايات المتحدة الأمريكية.[4]
- 20 مايو – جورج فيلبس بوند عالم فلك أمريكي.[5]

### يونيو
- 15 يونيو – جيمس سميث بوش سياسي أمريكي.[6]

### يوليو
- 19 يوليو – تشارلز هنري كرين[7]

### أكتوبر
- 20 أكتوبر – مارشال جويل سياسي أمريكي.[8]

### ديسمبر
- 30 ديسمبر – نيوتن بوث سياسي أمريكي.[9]

## وفيات

### يناير
- 8 يناير – إيلي ويتني (مواليد 1765) مخترع أمريكي.[10]

### فبراير
- 6 فبراير – ويليام يوستيس (مواليد 1753) سياسي أمريكي.[11]

### مارس
- 28 مارس – جون جي جاكسون (مواليد 1777) سياسي أمريكي.[12]

### يونيو
- 11 يونيو – دانيال تومبكينس (مواليد 1774) سياسي أمريكي.[13]
- 23 يونيو – جون ستريكر (مواليد 1759) عسكري من الولايات المتحدة الأمريكية.[14]

### سبتمبر
- 29 سبتمبر – دانيال شايز (مواليد 1747)[15]

### نوفمبر
- 29 نوفمبر – وليام هال (مواليد 1753) سياسي أمريكي.[16]